# Districte de Béthune
|  | Per a altres significats, vegeu «Bethune». |

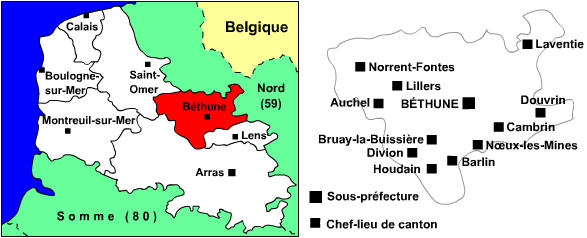
Localització del Districte de Béthune

El Districte de Béthune és un dels 7 districtes amb què es divideix el departament francès del Pas de Calais, a la regió dels Alts de França. Té 14 cantons i 100 municipis i el cap del districte és la prefectura de Béthune.

## Cantons
cantó d'Auchel - cantó de Barlin - cantó de Béthune-Est - cantó de Béthune-Nord - cantó de Béthune-Sud - cantó de Bruay-la-Buissière - cantó de Cambrin - cantó de Divion - cantó de Douvrin - cantó de Houdain - cantó de Laventie - cantó de Lillers - cantó de Nœux-les-Mines - cantó de Norrent-Fontes